# Le Gast
Le Gast là một xã ở tỉnh Calvados, thuộc vùng Normandie ở tây bắc nước Pháp.

## Dân số
| 1793 | 1800 | 1806 | 1821 | 1831 | 1836  | 1841 | 1846 | 1851 |
| ---- | ---- | ---- | ---- | ---- | ----- | ---- | ---- | ---- |
| 957  | 809  | 976  | 983  | 979  | 1 013 | 993  | 986  | 960  |

| 1856 | 1861 | 1866 | 1872 | 1876 | 1881 | 1886 | 1891 | 1896 |
| ---- | ---- | ---- | ---- | ---- | ---- | ---- | ---- | ---- |
| 860  | 839  | 889  | 878  | 882  | 840  | 806  | 725  | 748  |

| 1901 | 1906 | 1911 | 1921 | 1926 | 1931 | 1936 | 1946 | 1954 |
| ---- | ---- | ---- | ---- | ---- | ---- | ---- | ---- | ---- |
| 723  | 676  | 677  | 566  | 644  | 700  | 766  | 603  | 623  |

| 1962                                         | 1968 | 1975 | 1982 | 1990 | 1999 | 1999 | - | - |
| -------------------------------------------- | ---- | ---- | ---- | ---- | ---- | ---- | - | - |
| 529                                          | 473  | 417  | 311  | 252  | 255  | 255  | - | - |
| Số liệu kể từ 1962 : dân số không tính trùng |      |      |      |      |      |      |   |   |

Tableau démographique du Bản mẫu:S-